# Vàlvula de comporta

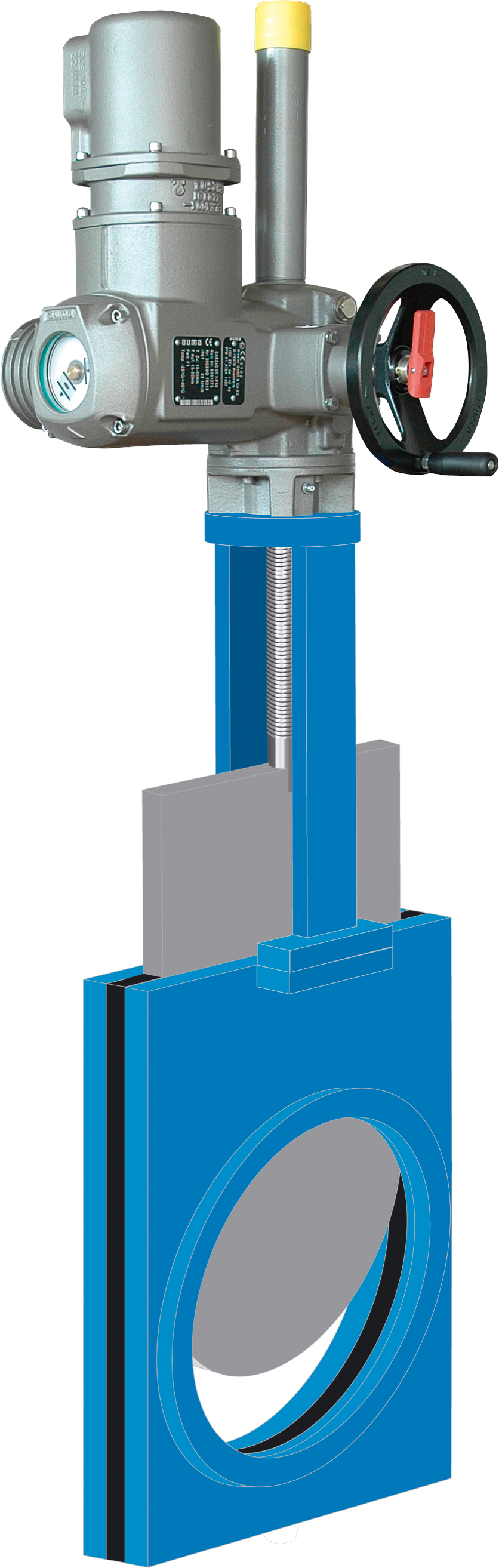
Vàlvula de comporta amb un actuador elèctric

Una  vàlvula de comporta  és una vàlvula que s'obre mitjançant l'aixecament d'una comporta o fulla (la qual pot ser rodona o rectangular) permetent així el pas del fluid.
El que distingeix les vàlvules d'aquest tipus és el segell, el qual es fa mitjançant el seient del disc en dues àrees distribuïdes en els contorns de les dues cares del disc. Les cares del disc poden ser paral·leles o en forma de falca. Les vàlvules de comporta no són emprades per a regulació.
Avantatges
- Alta capacitat.
- Tancament hermètic.
- Baix cost.
- Disseny i funcionament senzills.
- Poca resistència a la circulació.

Desavantatges
- Control deficient de la circulació.
- Cal molta força per accionar-la.
- Produeix cavitació amb baixa caiguda de pressió.
- Ha d'estar oberta o tancada del tot.
- La posició per estrangulació produirà erosió del seient i del disc.[1]

## Imatges

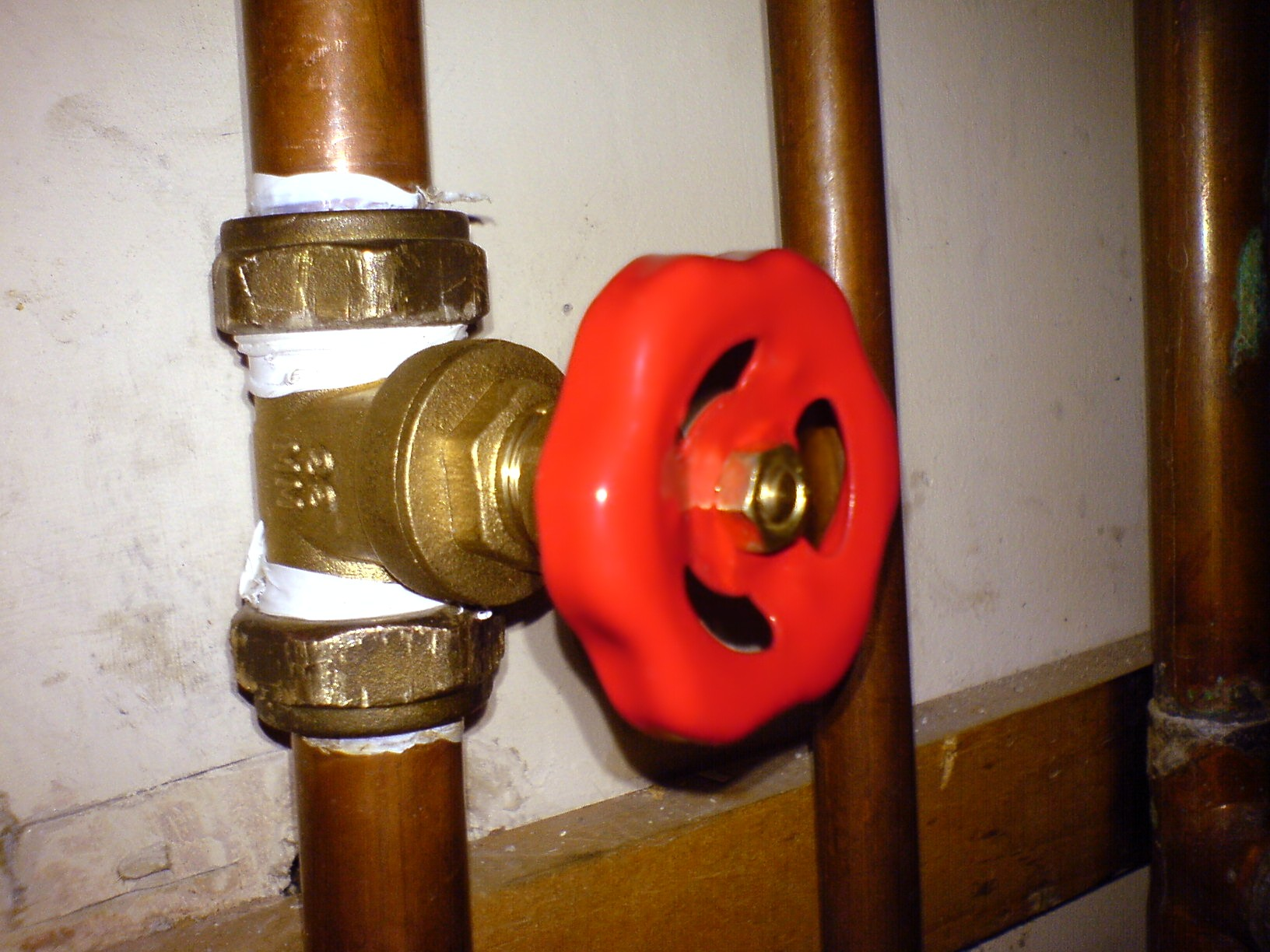
Vàlvula de comporta en sistema d'aigua calenta per a ús domèstic.
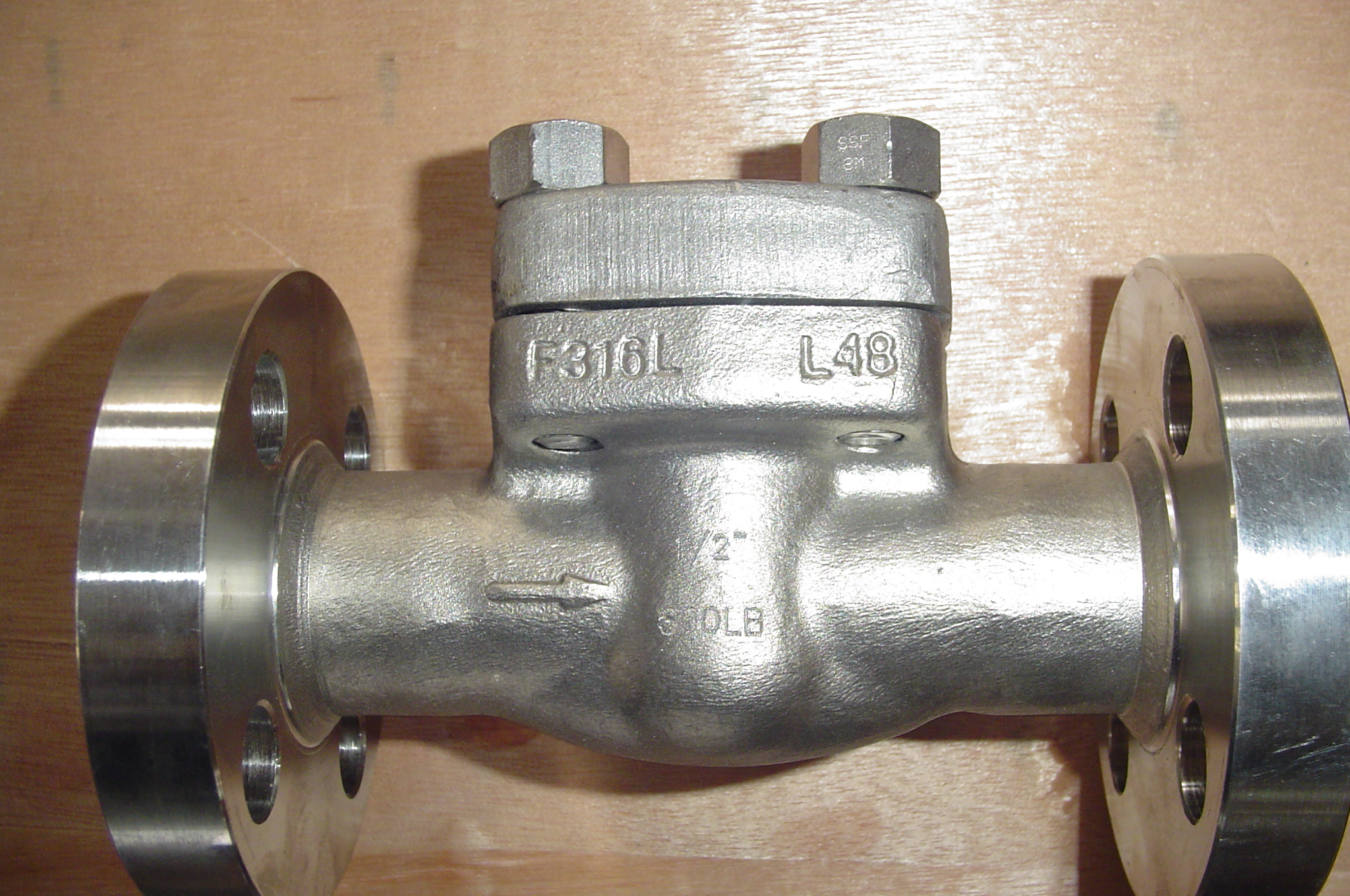
Vàlvula de comporta en acer inoxidable
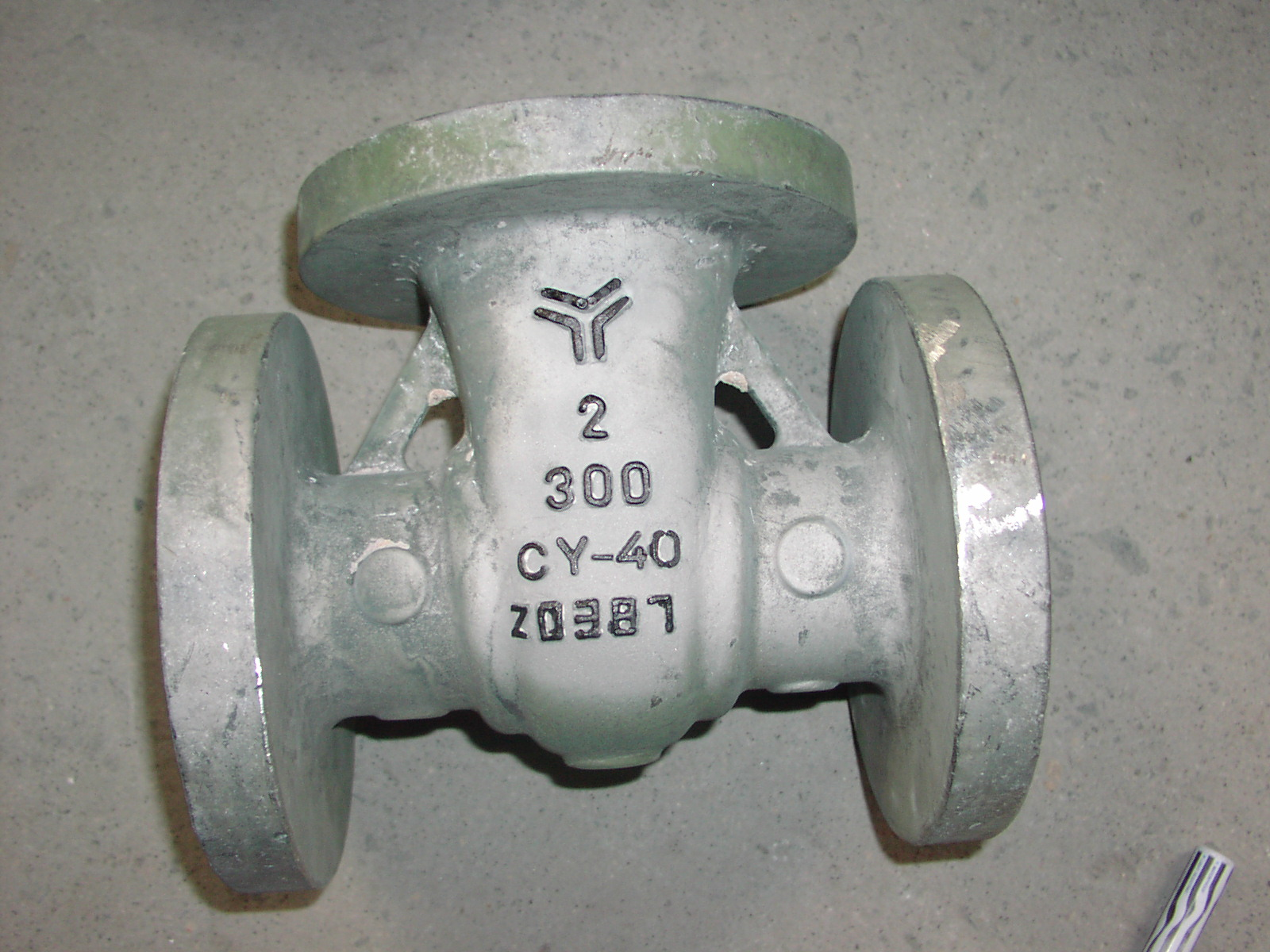
Vàlvula de comporta en Inconel
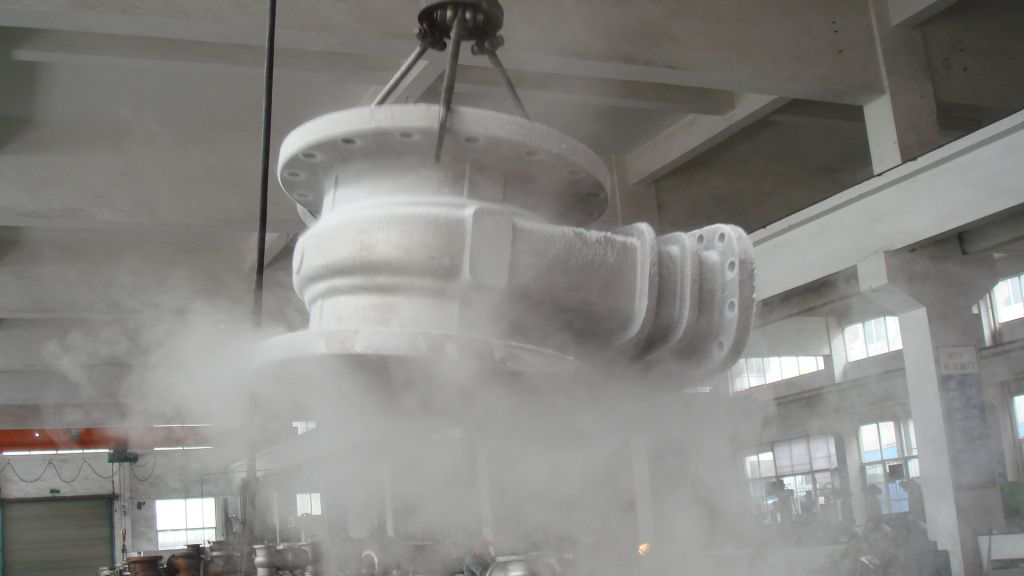
Vàlvula de comporta criogènica a 254 SMO
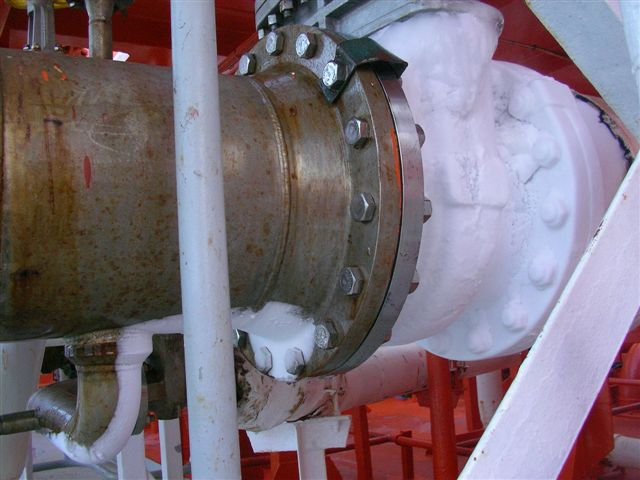
Vàlvula de comporta criogènica en operació
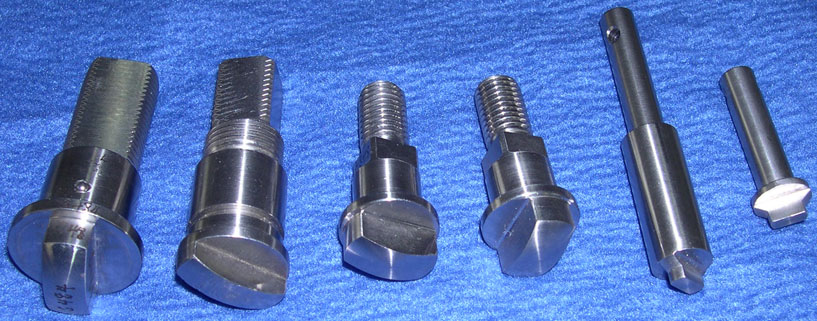
Perns per vàlvules
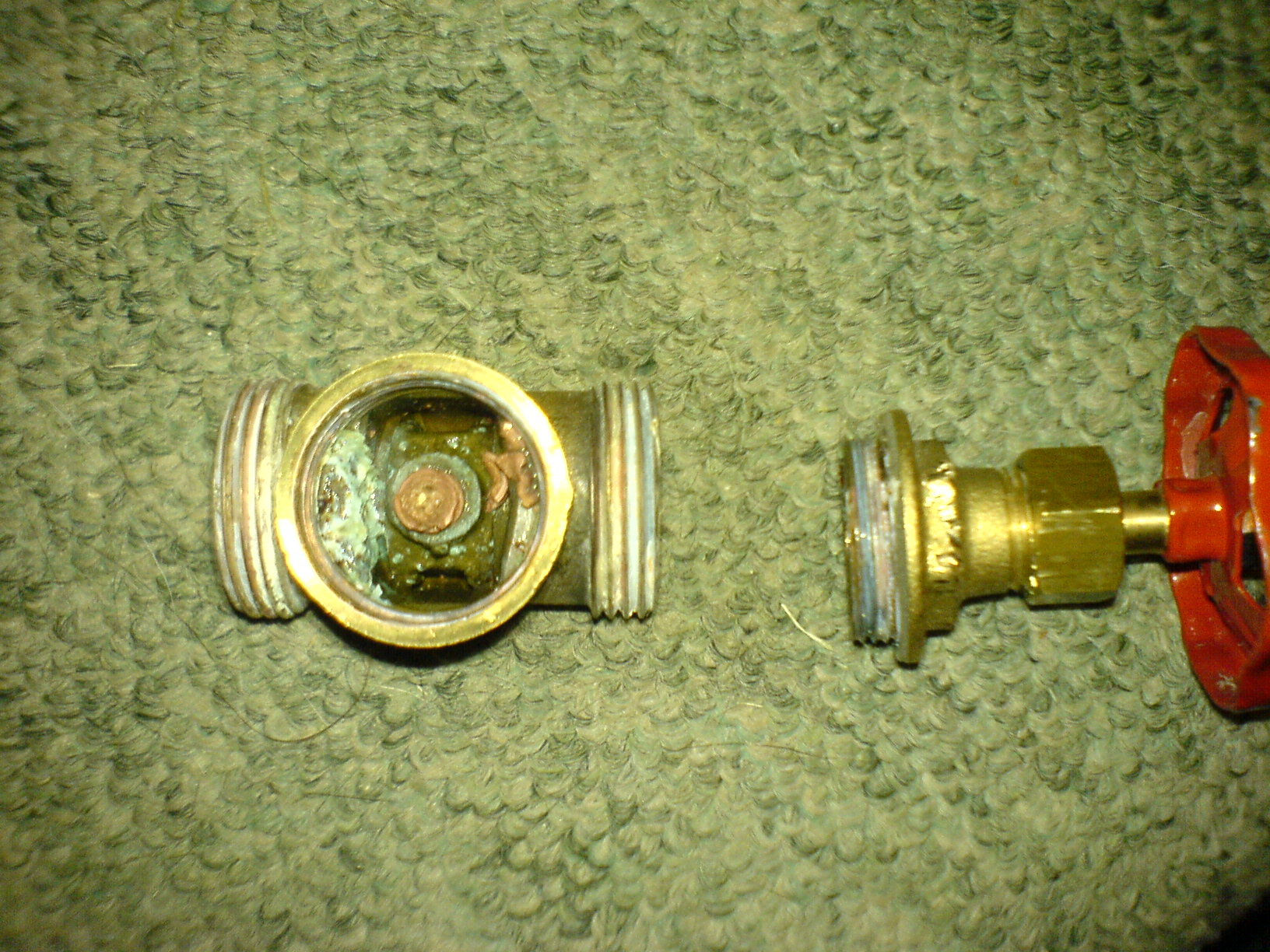
Vàlvula de comporta amb corrosió.
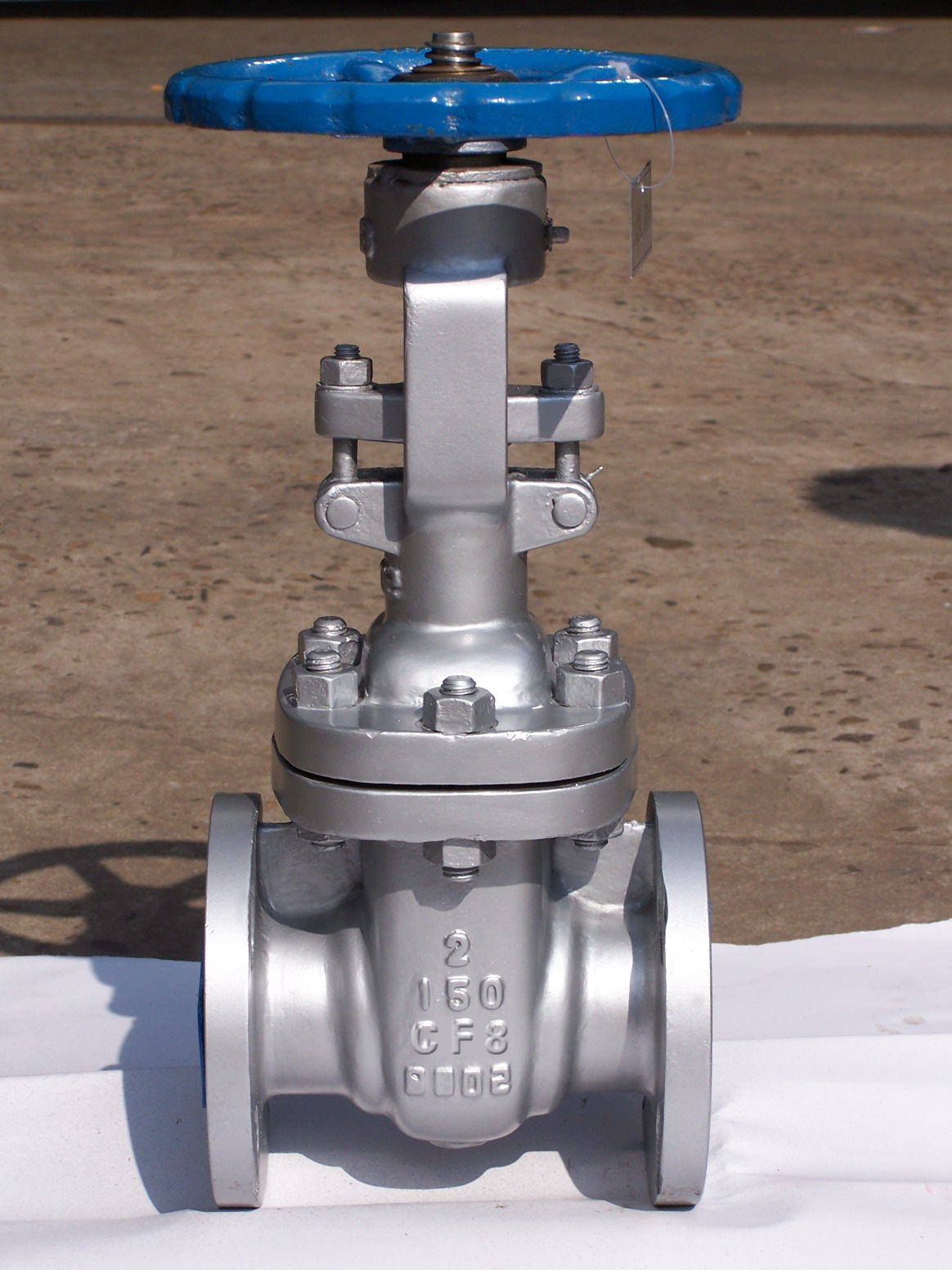
Vàlvula de comporta en acer inoxidable.